# Bioblitz

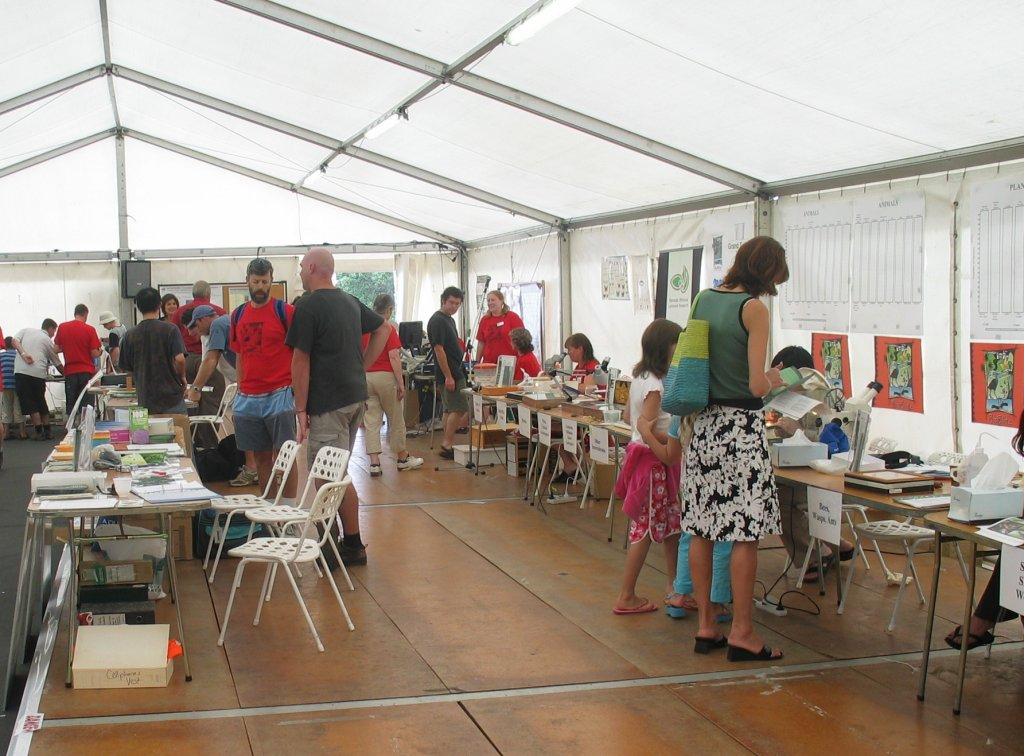
Bioblitz-tábor Aucklandben, Új-Zélandon

A  bioblitz egy intenzív biológiai felmérés, amely során megpróbálják rögzíteni az összes élő fajt egy kijelölt területen. Tudósok, természettudósok és önkéntesek csoportjai folyamatos, intenzív terepvizsgálatot végeznek, általában 24 órán keresztül. Sok bioblitz nyilvános esemény, amelynek célja, hogy felkeltse a lakosság érdeklődését a biológiai sokféleség iránt. A lakosság részvételének ösztönzése érdekében ezeket gyakran városi parkokban vagy a városokhoz közeli természetvédelmi területeken tartják.

## Jellemzők
A bioblitznek a hagyományos, tudományos terepi vizsgálatokhoz képest eltérő lehetőségei és előnyei vannak. A lehetséges előnyök közül néhány:
- Jókedv -  A szigorúan szervezett terepi felmérés helyett ez a fajta rendezvény fesztiválhangulatú. A rövid időkeret izgalmasabbá teszi a keresést.
- Helyi jelleg -  A biológiai sokféleség fogalmát általában korallzátonyokkal vagy trópusi esőerdőkkel társítják. A bioblitz lehetőséget kínál arra, hogy az emberek kilátogassanak a közeli környezetbe, és meglássák, hogy a helyi parkok biológiai sokféleséggel rendelkeznek és megőrzésük fontos.
- Tudomány - Ezek az egynapos események alapvető taxonómiai információkat gyűjtenek egyes fajcsoportokról.
- Találkozás tudósokat - A bioblitz arra ösztönzi az embereket, hogy találkozzanak  tudósokkal és tegyenek fel nekik kérdéseket.
- Ritka és egyedi fajok/csoportok azonosítása - Amikor az önkéntesek és a tudósok együtt dolgoznak, képesek azonosítani a szokatlan vagy különleges, védelemre szoruló élőhelyeket, és egyes esetekben ritka fajokat is felfedezhetnek.
- A fajok előfordulásának dokumentálása - A bioblitzes nem nyújt teljes fajleltárt egy helyszínhez, de olyan fajlistát szolgáltat, amely alapot ad a teljesebb számbavételhez, és gyakran megmutatja, hogy melyik terület vagy milyen taxon képezheti egy további vizsgálat alapját.

## Történet
A bioblitz kifejezést először az amerikai Nemzeti Park Szolgálat természettudósa, Susan Rudy alkotta meg az első bioblitz megrendezése kapcsán. Az első bioblitz 1996-ban került megrendezésre a washingtoni Kenilworth Aquatic Gardens-ben . Az első eseményen körülbelül 1000 fajt azonosítottak. A biológiai sokféleség első számbavételét Sam Droege (USGS) és Dan Roddy (NPS) szervezte, más kormányzati tudósok segítségével. A közönséget és különösen a sajtó is meghívást kapott. Az első bioblitz sikere óta világszerte sok szervezet megismételte ezt a koncepciót.

## Magyarország
A magyarországi bioblitz rendezvényeket 2006 óta a Magyar Biodiverzitás-kutató Társaság szervezi, kezdetben a Baranya megyei Gyürüfű ökofaluval és környékével. Azóta a társaság minden évben, néha akár évente többször is szervez bioblitz rendezvényeket, amelyeket  Biodiverzitás Napokként neveztek el. Ezek során 60-80 szakértő és kutató járul hozzá a magyarországi kiválasztott terület biodiverzitásának mélyreható leltározásához, de előfordulnak határokon átívelő rendezvények is a szomszédos országokkal közös projektekben. A Magyar Biodiverzitás-kutató Társaság meghívja a helyi lakosokat és az érdeklődő közönséget, és a fiatal helyi és regionális tanulókra és tanáraikra összpontosít, mind Magyarországról és külföldről. A bioblitz rendezvények a helyi nemzeti parkokkal, önkormányzataival és civil szervezeteivel együttműködve zajlanak. Egy meglehetősen friss megközelítés, hogy a középiskolásokat a kötelező közösségi/önkéntes munkájuk során bevonják a biológiai sokféleség és a természetvédelem kutatásába és az azokkal kapcsolatos terepmunkákba, méghozzá az iskolákkal és oktatási központokkal kötött hosszú távú együttműködési szerződések alapján. A Magyar Biodiverzitás-kutató Társaság  legfőbb céljai a biológiai sokféleség helyes megértésének elősegítése annak valódi környezetében, adatgyűjtés, monitoring, kutatás és szakértelem alapján, az ismeretek generációról generációra történő továbbadása és a szélesebb nyilvánosság felé történő eljuttatása. Célja továbbá a nemzeti és nemzetközi hálózatok megerősítése. A bioblitz események eredményeit nyomtatott és online médiában teszik közzé. A legutóbbi Biodiverzitás Nap három napon át tartott, és a Kerka-menti Tájvédelmi Körzet területén került megrendezésre.

## További információ
- Bioblitz segédlet az iNaturaliston (angolul)

## Fordítás
Ez a szócikk részben vagy egészben  a   BioBlitz című angol Wikipédia-szócikk ezen változatának fordításán alapul.  Az eredeti cikk szerkesztőit annak laptörténete sorolja fel. Ez a jelzés csupán a megfogalmazás eredetét és a szerzői jogokat jelzi, nem szolgál a cikkben szereplő információk forrásmegjelöléseként.